# Chitrakoot
Chitrakoot é uma cidade e uma nagar panchayat no distrito de Satna, no estado indiano de Madhya Pradesh.

## Demografia
Segundo o censo de 2001, Chitrakoot tinha uma população de 22 294 habitantes. Os indivíduos do sexo masculino constituem 57% da população e os do sexo feminino 43%. Chitrakoot tem uma taxa de literacia de 50%, inferior à média nacional de 59,5%; com a literacia masculina sendo de 63% e a literacia feminina de 34%. 18% da população está abaixo dos 6 anos de idade.